# Kísértetek (Harry Potter)
J. K. Rowling Harry Potter-sorozatában számos kísértet szerepel.
A kísértetek olyan varázslók vagy boszorkányok szellemei, akik haláluk után nem tudtak „továbblépni”, vagy azért, mert féltek a haláltól, vagy mert még küldetésük volt ebben a világban. A kísértetek külseje emberi ugyan, de áttetszőek és lebegnek. Az anyagi világgal korlátozott módon tudnak csak érintkezni; képesek átmenni szilárd tárgyakon. Ha egy emberen haladnak keresztül, hideg, jeges érzést okoznak. A baziliszkusz tekintetétől ők is kővé válnak.
A Roxfortban minden háznak saját kísértete van.

## Félig Fej Nélküli Nick
Félig Fej Nélküli Nick, hivatalos nevén Sir Nicholas de Mimsy-Porpington kísértet a Harry Potter-univerzumban. Életében udvaronc, halálában a Griffendél-ház kísértete. A boszorkány- és varázslóüldözések idején vesztette életét 1492. október 31-én, amikor bebörtönzésekor elkobozták pálcáját, így nem védhette meg magát a kivégzéstől.
Nick először a Bölcsek kövében jelenik meg, először riadalmat, aztán mulatságot okozva az elsős diákoknak. A Titkok kamrájában meghívja Harryt, Ront és Hermionét a kimúlásnapi partijára, ahol a Fejvesztett Futam tagjai gúnyolják amiatt, hogy nem tudták rendesen lefejezni.
Valamivel fontosabb szerepet kap a Halál ereklyéiben, amikor Harry a roxforti csata előtt megkérdezi Nicket, hogy ki a Hollóhát szelleme, hogy megtudja, hol találja névadója elveszett fejékét.

## Hisztis Myrtle
Hisztis Myrtle J. K. Rowling Harry Potter-könyvsorozatának szereplője. Mugli(mint Hermione Granger)származású tanuló volt a Roxfortban Voldemorttal egy időben. Mikor a fiatal Voldemort, Tom Denem rájött, hogy ő Mardekár utódja és szabadjára engedte a baziliszkuszt, a szörnyeteg megölte a lányvécében Myrtle-t. Halála után szellemként a WC-ben maradt kísérteni. Először a 2. könyvben, a Harry Potter és a Titkok Kamrájában tűnik fel.
Myrtle a Hollóhát ház tanulója volt. Már diákkorában sem volt népszerű. Érzékeny és nyafogós; emiatt is kapta a 'hisztis' becenevet. Diáktársai gyakran kinevették, ezért mindig a vécébe bújt el sírni. Halála napján is ide bújt el Olive Hornby elől, aki csúfolta a szemüvege miatt. Ezen a napon nyílt ki a Titkok Kamrája, és vele együtt elszabadult a baziliszkusz, ami a megölte. Halála után sokáig üldözte Olive-ot, míg az panaszt nem tett a Mágiaügyi Minisztériumnak. A minisztérium ezután felszólította Myrtle-t, hogy térjen vissza a Roxfortba.
Halála után Harry és barátai másodikos korukban ebben a mellékhelységben főzték titokban a Százfűlé főzetet, mert Hermionétól tudták, hogy Myrtle miatt úgysem megy oda senki. Myrtle adta oda Harrynek Tom Denem naplóját, miután Ginny Weasley a vécébe hajította azt.
A negyedik részben (Harry Potter és a Tűz Serlege) tűnik fel újra, mikor Harry éppen a prefektusi fürdőben próbál rájönni a  trimágus tojás titkára. Myrtle segít Harrynek, de a fiúnak az a gyanúja, hogy a lány leskelődött utána, amíg ő bemászott a medencébe. Myrtle elmondja, hogy Cedric Diggory-t is kileste, utána pedig szemrehányást tett Harrynek, amiért nem kereste Myrtle-t. Harry legközelebb a második próbán, a tóban találkozott a kísértettel, aki megmondta Harrynek, hogy merre vannak a sellők. Harry magában megfogadta, ha Myrtle-é lenne az egyetlen működő WC a kastélyban, akkor se menne be hozzá.
A sorozat filmváltozatában Shirley Henderson skót színésznő alakítja Myrtle szerepét.

## Pufók Fráter
A Pufók Fráter a J. K. Rowling által írt Harry Potter-sorozat szereplője, a Hugrabug kísértete.
A Pufók Fráter az a szelleme a Roxfortnak, akiről a legkevesebb szó esik a 7 könyv végéig. Egyedül azt tudjuk róla, hogy a Hugrabug-ház szelleme, és mint egy jó hugrabugos, kedves, odafigyelő. Egyetlen felbukkanása a sorozatban az első könyvben van, amikor a gólyák a beosztás előtt várakoznak és néhány szellem beúszik a terembe.

## Szürke Hölgy
A Szürke Hölgy a kitalált Harry Potter-univerzum egy szereplője, ő a Hollóhát kísértete.
A 7. és egyben befejező Harry Potter-könyvben derül ki, a Harry Potter és a Halál ereklyéiben, hogy a Szürke Hölgy valójában Hollóháti Heléna, Hollóháti Hedvig lánya, és sok évvel ezelőtt becsvágyból ellopta édesanyjától annak diadémját, mely tudással ruházza fel viselőjét, majd elmenekült. Hollóháti Hedvig halálos ágyán lánya keresésére küldött egy férfit, aki régóta szerelmes volt Helénába. A férfi meg is találta, a lány azonban nem volt hajlandó visszatérni vele, s a férfi dühében leszúrta őt, majd végzett magával is. Ő volt a későbbi Véres Báró. Kiderül az is, hogy Heléna egy albániai erdőben rejtőzött el, és hogy Harryn kívül csak egyetlen diáknak mesélte el ezt a történetet, Tom Denemnek, a későbbi Voldemortnak, aki megtalálta a diadémot és horcruxszá tette. Később visszahozta a fejdíszt a Roxfortba (amikor Dumbledore professzorhoz ment, hogy jelezze igényét a sötét varázslatok kivédése tárgyra). Miközben felfelé tartott Dumbledore szobájába, elrejtette a diadémet a Szükség Szobájában, mivel azt hitte, ő ismeri egyedül ezt a helyet.

## Véres Báró
A Véres Báró J. K. Rowling Harry Potter-sorozatának szereplője, a Mardekár kísértete.
Harryék soha nem beszélnek vele. A Véres Báró a Mardekár-ház szelleme. A kastélyon belül egyfajta tiszteletnek örvend, mivel ő a legfélelmetesebb szellem; az iskola kopogószelleme is csak neki hajlandó engedelmeskedni. A Báró kedvenc szórakozása láncainak csörgetése.
A 7. és egyben befejező része a sorozatnak, a Harry Potter és a Halál ereklyéi elénk tárja a Véres Báró halálát is. A Véres Báró (akkor még nem így ismerték) szerelmes volt Hollóháti Helénába, Hollóháti Hedvig lányába, a későbbi Szürke Hölgybe. Heléna azonban elszökött anyja diadémjával Albániába, megunva, hogy folyton anyja árnyékában kell élnie. Hollóháti Hedvig a saját halálos ágyán megkérte a Bárót, hogy menjen és keresse meg lányát. A Báró meg is találta Helénát, de a lány nem akart hazatérni. Erre a Báró leszúrta szerelmét, majd magával is végzett. Így végződött a Báró élete.

## Hóborc
Hóborc valójában nem kísértet, mivel soha nem volt élő ember: ő egy kopogószellem.
Mindegyik könyvben szerepel, ám egyikben sem kulcsfontosságú. A könyvsorozat filmadaptációjában nem szerepel.
Látszatra csak egy kis csibész szellemnek néz ki vadul színes ruhájában. Tud repülni és láthatatlan is tud lenni. Ártatlannak néz ki, de valójában  erőszakos egy kicsit, és veszélyes. Ő a "Káosz szelleme", és teljes célja a rendetlenség, és összetörni dolgokat. Nagyon bosszantó néha. Csak a Véres Báró tudja megfegyelmezni.
Hóborc ügyet sem vet a Roxfort prefektusaira, (Percy Weasley nagy nemtetszésére). A szellem általában minden tanár – kivéve talán Dumbledore – szerint rossz. Általában a gondnok, Argus Frics szokott rá vadászni, mert mindig keresztbe tesz neki, ha tud, és rendetlenséget csinál. A negyedik részben, Fleur Delacour, aki Beauxbatons-i diák, azt próbálja valakinek jelezni, hogy az ő iskolájukban a kopogószellemeknek nincs helye, és az igazgatónak is mondta, hogyha esetleg el tudja távolítani, tegye meg. Dumbledore azt mondta, hogyha akarná, akkor sem biztos, hogy el tudná távolítani. Hóborc egy tartós kelléke a Roxfortnak.
Lupin  alkalmazott egy bűbájt (Exlukhops) amikor a kopogószellem beletette a kulcslyukba a rágót, a bűbájtól a rágó kipattant a lyukból, és eltűnt a szellem orrlyukában, és egy bukfencet vetett, majd dühösen elment. Hóborc nemcsak zűrzavart tud okozni, de hűséges is. Amikor a Harry Potter és a Főnix Rendjében Umbridge volt az igazgató, Fred és George Weasley távozott a Roxfortból, és meghagyták Hóborcnak, hogy helyettük ő teremtsen káoszt. A szellem valódi tiszteletet mutatott irántuk. Ez volt az egyetlen eset, hogy egy tanulóra hallgatott. Amikor Umbridge parancsolgatott, akkor elárasztotta az egész második emeletet. McGalagony ezért még köszönetet is mondott neki. A Halál Ereklyéiben ő is együtt ünnepelte a többiekkel Voldemort legyőzését, amikor ezt énekelte:
Voldemort, volt-de-holt a neved már,Kis Potti, nagy Potti, tied a vár!